# 처녀이끼
처녀이끼(학명: Hymenophyllum wrightii)는 처녀이끼과에 속하는 상록성 여러해살이 양치식물로, 한국과 중국, 일본을 비롯한 동아시아 전체에 분포하며 캐나다·알래스카·사할린 등지에서도 분포한다.